# 怀特河国家森林

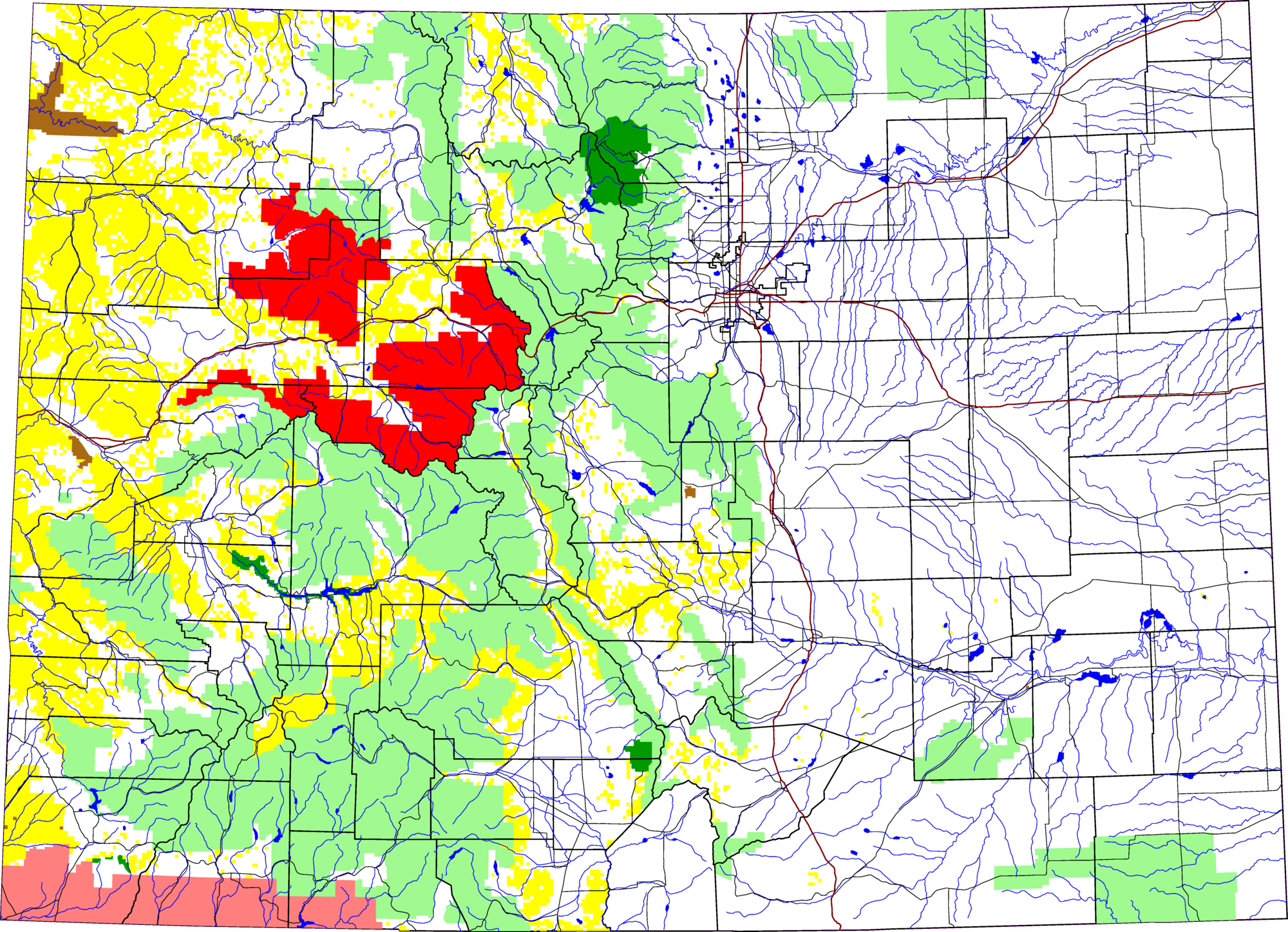
怀特河国家森林（红色）在科罗拉多州的位置图

怀特河国家森林 （英語：White River National Forest）是美国的一个国家森林，位于科羅拉多州的西北，怀特河从其北部穿过而得名，是游客数量量最大的美国国家森林，主要游客集中在其边界内的的十二个滑雪胜地。